# Žena
Žena je odraslo ljudsko biće ženskoga spola. Spol žene određen je pri začeću prisustvom dvaju kromosoma X u tjelesnim stanicama, jednoga naslijeđenog od majke, a drugoga od oca. Spol se vrlo rano ispoljava u fenotipu ploda kroz razvoj spolnih organa, prema čemu se određuje je li dijete rođeno kao dječak ili djevojčica.
Žene su sposobne za trudnoću i rađanje od puberteta do menopauze. Ženska anatomija razlikuje se od muške po ženskom spolnom sustavu koji obuhvaća jajnike, jajovode, maternicu, rodnicu (vagina) i stidnicu (vulva). Kod žena zdjelica i kukovi su širi, a dojke veće nego kod muškarca. Žene imaju znatno manje dlaka na licu i ostatku tijela, imaju više tjelesne masnoće te su u prosjeku niže i manje mišićave od muškaraca.
Tijekom povijesti tradicionalne uloge žena često su definirale te ograničavale njihove djelatnosti i mogućnosti; mnoge vjerske doktrine propisuju određena pravila za žene. U mnogim društvima dolazi do ublažavanja tih ograničenja tijekom 20. stoljeća kada su žene dobile pristup višem obrazovanju i širem izboru prilikom odabiru karijere. Nasilje nad ženama, bilo u obiteljima ili u zajednicama, ima dugu povijest, a njeni su počinitelji prvenstveno muškarci. Nekim ženama uskraćena su reproduktivna prava. Razni feministički pokreti imaju zajednički cilj postizanja rodne ravnopravnosti.
Transseksualka je osoba koje je rođena muškog spola, a izjašnjava se da je ženskog roda.

## Razvoj i etimologija
Odrastanje žene razdoblje je u životu svake žene iz kojega ona prelazi iz djeteta u odraslu osobu, barem na tjelesni način. Žena to razdoblje započinje menstruacijom. Mnoge kulture na poseban način obilježavaju početak odrastanja, kao npr. u židovstvu bat mizvah. 
Izraz žena može se koristiti općenito u bilo kojem dobu njenog života, ili konkretnije kada se želi naznačiti dob i razlučiti je od mlade žene, djevojke ili cure. U današnjem vremenu, izraz djevojka se također koristi i za neudanu ženu. Feministice su se tijekom 1970-ih strogo usprotivile tome nazivu te upotreba izraza djevojka kod odrasle osobe može značiti uvredu. Zanimljiva je i situacija da latinski izraz femina, otkud je i sam feministički pokret dobio naziv, znači ona koja je sisana (od latinskoga korijena felo = sisati), stoga su se i oko samog naziva pokreta vodile polemike.
U pojedinim kulturama koje su konzervativne i/ili kod kojih je položaj žena nezavidan, čast i reputacija obitelji vrlo je dobra, ako su kćeri u obitelji djevice. Tako se izraz stara djevojka ili stara cura i dalje može čuti kada se govori o ženama koje se nikada nisu udavale. Riječ žena bi, pak, u takvim kulturama značio da je žena seksualno iskusna, što bi bila uvreda cijeloj obitelji.
U nekim oblicima izraz djevojka se može odnositi i na odraslu ženu u svakodnevnim situacijama (kao npr. djevojačka večer) i među starijim ženama. U ovom slučaju, izraz djevojka može se usporediti s izrazom dečko za muškarca. Ipak, i među liberalnim kulturama, riječ djevojka često se smatra uvredljivim, ako se koristi kod starijih žena. 

## Biologija
Tijekom ranog razvoja ploda (fetusa) morfologija zametka (embrija) oba spola slična je do otprilike 6. ili 7. tjedna kada se spolne žlijezde (gonade) diferenciraju u sjemenike (testise) kod muškaraca zbog djelovanja Y kromosoma. Spolna diferencijacija odvija se u žena na način koji je neovisan o spolnim hormonima. Budući da ljudi nasljeđuju mitohondrijski DNA samo iz jajne stanice majke, genealozi mogu pratiti majčinsku lozu daleko u prošlost.

### Hormonske odlike, menstruacija i menopauza
Pubertet kod žena pokreće tjelesne promjene koje omogućuju spolnu reprodukciju oplodnjom. Kao odgovor na kemijske signale iz hipofize, jajnici proizvode estrogen koji potiče sazrijevanje tijela, uključujući povećanje visine i težine, rast dlaka na tijelu, razvoj dojki i menarhu (početak menstruacije) koja se obično javlja u dobi od 12. do 13. godine.
Obično između 49. i 52. godine života žena dosegne menopauzu (klimakterij), što je doba u životu žene kada menstruacije trajno prestanu i žena više ne može rađati djecu.

### Morfologija i fiziološke odlike
Jajnici, uz regulacijsku ulogu proizvodnje hormona, proizvode i ženske spolne stanice (jajne stanice) koje, nakon što su oplođene muškim spolnim stanicama (spermijima), stvaraju nove genetske jedinke. Maternica je organ s tkivom koji štiti plod (fetus) i s mišićima koji sudjeluju u izgonu ploda tijekom poroda. Rodnica (vagina) elastični je mišićni dio ženskog reproduktivnog trakta od stidnice (vulve) do grlića maternica i koristi se u kopulaciji i rađanju. Izraz vagina često se kolokvijalno i pogrešno koristi u hrvatskom jeziku za vulvu (vanjske ženske genitalije) koja se (osim od vaginalnog otvora) sastoji od stidnih usana, klitorisa i mokraćne cijevi. Mliječne žlijezde proizvode mlijeko, hranjivu sekreciju koja je jedna od najznačajnijih karakteristika sisavaca. U zrelih žena dojke su općenito izraženije nego u većine drugih sisavaca. Veličina dojki nije povezana s proizvodnjom mlijeka, pa se smatra da je prosječno izraženija veličina dojki kod žena, u odnosu na druge sisavce, barem djelomično rezultat spolnog odabira.

## Status žena u kulturama
U brojnim prapovijesnim kulturama uloga žena bila je u obradi zemlje i pripitomljavanju životinja, dok bi muškarci lovili divljač. Antropolozi smatraju da su upravo žene pionirke agrikulture u čitavom svijetu upravo zbog poznavanja i rada s biljkama.
U suvremenom svijetu, a pritom se misli do vremena s početka 20. stoljeća, uloga žene uvelike se promijenila. Njihova primarna zadaća bila je odgajanje djece, a muškarac je bio jedini koji bi uzdržavao obitelj. Nedopuštanje rada ženama bio je primjer dobrostojeće obitelji, dok je obitelj u kojoj je žena morala raditi bila na lošijem glasu jer se znalo da najčešće nije imućna.
To je dovelo do pokreta feministica koje su tražile potpunu jednakost s muškarcima. Najveća prepreka tom pokretu bile su predrasude koje su stvarane stoljećima i tisućljećima i koje su stvarale nejednakost. Feministice su zahtijevale da se odbaci ideal žene kao kućanice. No, iako je u nekim zemljama ovaj pokret polučio značajan uspjeh, u zapadnom svijetu žene još uvijek rijetko dopiru do najviših položaja, npr. predsjednika ili premijera države.

## Vanjske poveznice
|  | Zajednički poslužitelj ima stranicu o temi Žena |
|  | Wikicitati imaju zbirke citata o temi Žene      |